# Crisis de las uvas chilenas de 1989
La crisis de las uvas chilenas de 1989, también conocida como crisis de las uvas envenenadas, fue un incidente que involucró a dos tipos de granos de uva chilena de exportación que fueron encontrados con cianuro luego de una amenaza telefónica hecha a la embajada de los Estados Unidos en Santiago de Chile.

## Desarrollo
En los primeros días de marzo de 1989, la embajada estadounidense en Santiago de Chile recibió varias amenazas telefónicas señalando que los cargamentos de frutas exportados hacia Estados Unidos y Japón serían contaminados con cianuro. Ante esto, la Administración de Alimentos y Medicamentos incrementó los controles, lo que provocó que el 12 de marzo inspectores de dicho organismo que revisaban el cargamento del barco Almería Star en Filadelfia encontraran dos granos de uva roja de la variedad Flame Seedless, marca Crispy, con trazas de cianuro. Posteriormente se identificó que las uvas contaminadas provenían de la exportadora Julia Saavedra de Curacaví.
Luego de los análisis de laboratorio, se confirmó la existencia de cianuro, aunque la dosis inyectada no era letal. El 13 de marzo, el comisionado de la FDA, Frank Young, informó públicamente del hallazgo de ambos granos y se anunció la retención de toda la fruta proveniente de Chile y se sugirió retirarla de los comercios y evitar su consumo. Canadá y Japón también siguieron las medidas estadounidenses y realizaron un embargo de todas las frutas y verduras importadas desde Chile. No se encontraron más frutas contaminadas, pero la FDA prohibió la importación de frutas chilenas y advirtió a la población de no consumir uvas o cualquier fruta chilena.
El Gobierno de Chile formó un comité conformado por los ministros del Interior, Secretaría General de Gobierno, Relaciones Exteriores, Agricultura, Hacienda y Secretaría General de la Presidencia. Una comitiva encabezada por los ministros Hernán Felipe Errázuriz y Jaime de la Sotta Benavente viajó a Washington para realizar reuniones con tal de subsanar la crisis. El 16 de marzo la FDA y el Ministerio de Agricultura de Chile lograron un acuerdo que incluía mejoras en los controles sanitarios. El 17 de marzo de 1989 se anunció que se reanudaría la importación de fruta chilena a Estados Unidos a partir del 21 de marzo, dando por superado el incidente del cianuro.

## Reacciones
El 13 de marzo, el ministro del Interior, Carlos Cáceres Contreras, presentó un discurso en cadena nacional de radio y televisión en el cual señalaba que entendía la preocupación por la salud existente en Estados Unidos, aunque no compartía la decisión adoptada. Anunció una investigación para encontrar a los responsables. El 16 de marzo, el ministro secretario general de Gobierno, Miguel Ángel Poduje, denunció la existencia de un plan armado por el Partido Comunista de Chile, destinado a sabotear las exportaciones de fruta chilena. A dichas declaraciones se sumó también el ministro de Agricultura, Jaime de la Sotta Benavente.
El almirante José Toribio Merino —miembro de la Junta Militar— calificó la medida como «una de las tantas canalladas que nos ha hecho los Estados Unidos». El ministro de Relaciones Exteriores, Hernán Felipe Errázuriz, se limitó a criticar la determinación unilateral por parte de los Estados Unidos, sin haber analizado la situación con sus pares chilenos.

## Consecuencias
Las pérdidas económicas por parte de las exportadoras de fruta chilena alcanzaron los 330 millones de dólares durante los días que duró el embargo. Ante esto, Augusto Pinochet anunció varias medidas paliativas para la crisis en el sector exportador. El costo para el Fisco del conjunto de medidas adoptadas alcanzó los 198,2 millones de dólares. Alrededor de 300 mil cajas de fruta chilena, 5 fueron destruidas en el puerto de Filadelfia durante los días que duró la crisis.